# 古爾茲 (佛羅里達州)
古爾茲（英語：Goulds）是位於美國佛羅里達州邁阿密-戴德縣的一個人口普查指定地區。

## 地理
古爾茲的座標為25°33′39″N 80°23′00″W / 25.56083°N 80.38333°W，而該地最高點為海拔高度1米（即3英尺）。

## 人口
根據2010年美國人口普查的數據，古爾茲的面積為7.70平方千米，當中陸地面積為7.70平方千米，而水域面積為0.00平方千米。當地共有人口10103人，而人口密度為每平方千米1,312人。